# Joseph Otterbeen
Josephus Carolus Maria (Joseph of Jos) Otterbeen (Antwerpen, 5 oktober 1898 - aldaar, 20 mei 1978) was een Belgische atleet, die gespecialiseerd was in de (middel)lange afstand. Hij nam eenmaal deel aan de Olympische Spelen.

## Biografie
Otterbeen was oorspronkelijk beroepsloper, maar met het oog op deelname aan de Olympische Spelen in Antwerpen sloot hij zich aan bij de amateurs. Hij werd in 1920  op de 5000 m zesde bij de Belgische kampioenschappen. In juli dat jaar klopte hij in een meeting in Luik Belgisch kampioen Julien Van Campenhout op de deze afstand. Op de Olympische Spelen werd hij met de Belgische ploeg uitgeschakeld in de halve finale van de teamcompetitie op de 3000 m. Op de 5000 m werd hij vervangen door François Vyncke. 
Otterbeen was als beroepsloper aangesloten bij Daring Antwerpen Atletiekclub en als amateur bij Tubantia Borgerhout en Antwerp AC.

## Palmares

### 3000 m
- 1920: 4e in ½ fin. teamklassement OS in Antwerpen (11e individueel)

### 5000 m
- 1920: 6e BK AC
- 1920:  Meeting in Luik - 15.31,6
- 1920:  Meeting in Luxemburg - 16.24,4[6]
- 1920: DNS in serie OS in Antwerpen

### 8 km
- 1919:  Ronde van Brugge[7]